# Touhou Project
Touhou Project (japonsky 東方Project, Tóhó Purodžekuto), také známé jednoduše jako Touhou (japonsky 東方, Tóhó; v překladu „Východní“ či „Orientální“), je herní série bullet hell stříleček, kterou vytvořil nezávislý japonský vývojář dódžin softů Team Shanghai Alice. Od roku 1995 jednočlenný tým v podobě Džun’jiho „ZUN“ Óta nezávisle programuje a designuje jednotlivé hry v sérii a píše k nim scénáře a skládá hudbu. Do května 2021 sám vydal 18 hlavních her a pět spin-offů. ZUN také vydal související tištěná díla a hudební alba a spolupracoval s vývojářským studiem Twilight Frontier na sedmi oficiálních spin-offech série Touhou, z nichž většinu tvoří bojové hry.

## Princip hry
Touhou je danmaku střílečka, tedy střílečka, ve které střely ve složitých vzorech pokrývají velkou část obrazovky a je těžké se jim vyhnout. Obrazovka hry je rozdělena do dvou polovin vedle sebe. V levé je hrací pole, v pravé se vypisují aktuální stavy hráče, jako životy, body... Hrací pole je dvourozměrné a hráč hraje za jednu postavu, která může střílet ze své pozice nahoru po obrazovce, odkud také vycházejí protivníci. Většina protivníků také vysílá střely a to obvykle ve vzorech a často také přímo k aktuální pozici hráče. Ve hře se vyskytuje mnoho druhů střel, od obrovských přes třetinu obrazovky až po velmi malé, kterých si je velmi těžké všimnout. Platí zde pravidlo: "Čím kratší jméno útoku, tím silnější je." Někdy také samotná poškozující část střely (tzv. Hitbox) není v její celé velikosti, ale okraj je falešný, tj. neškodný. Navíc hráč neumírá při zásahu střely do těla, ale až při zásahu přibližně do míst se srdcem. Obtížnost hry se dělí na čtyři stupně: easy (lehká), medium (střední), hard (těžká), a lunatic (šílená), přičemž tato "šílená" obtížnost je tak těžká, že většinu začátečníků vyřadí ze hry už v prvních pár minutách. Existují však i verze Touhou, ve kterých hráč nestřílí, ale fotografuje cizí střely a tím je ničí.
Hra má obvykle šest úrovní které nabírají na obtížnosti, přes které hráč prochází. V některých hrách záleží počet úrovní na obtížnosti. Třeba při easy obtížnosti se může na úkor toho, že hráč nezíská tolik bodů, snížit počet úrovní z šesti na pět apod.
V Touhou se většinou započítají:
- Score - hráčovy body
- Graze - body za přiblížení se do blízkosti soupeřovy střely
- Power - Síla hráčových střel. Čím větší hodnota Power je, tím jsou hráčovy střely větší. Nejefektivnější střely dojde za maximálního množství bodů. Při ztrátě životů se hodnoty síly zmenšují.
- Player - počet životů hráče
- Bomb - Bomba (v novějších hrách Spells nebo Spellcards - kouzelná formule) Slouží k vyčištění herní plochy a zničení soupeřovy střely na krátkou dobu. Hráč na začátku hry dostane určitý počet bomb - záleží na postavě, kterou si hráč vybere. V některých hrách může hráč ztratit bomby při ztrátě života.

### Ovládání
- Šipkami se hráč pohybuje.
- Klávesou Z (v klávesnicích QWERTZ Y a v klávesnicích AZERTY W) hráč střílí
- Klávesou X se aktivuje bomba
- Klávesa ⇧ Shift - Režim soustředění. Hráč se zpomaluje a zároveň se zobrazuje hráčův hitbox. V některých hrách může dojít i ke zúžení hráčovy střely.

## Hry
| 1997 | 01 Highly Responsive to Prayers         |
| 1997 | 02 Story of Eastern Wonderland          |
| 1997 | 03 Phantasmagoria of Dim. Dream         |
| 1998 | 04 Lotus Land Story                     |
| 1998 | 05 Mystic Square                        |
| 1999 |                                         |
| 2000 |                                         |
| 2001 |                                         |
| 2002 | 06 Embodiment of Scarlet Devil          |
| 2003 | 07 Perfect Cherry Blossom               |
| 2004 | 07.5 Immaterial and Missing Power*      |
| 2004 | 08 Imperishable Night                   |
| 2005 | 09 Phantasmagoria of Flower View        |
| 2005 | 09.5 Shoot the Bullet                   |
| 2006 |                                         |
| 2007 | 10 Mountain of Faith                    |
| 2008 | 10.5 Scarlet Weather Rhapsody*          |
| 2008 | 11 Subterranean Animism                 |
| 2009 | 12 Undefined Fantastic Object           |
| 2009 | 12.3 Tóhó Hisótensoku*                  |
| 2010 | 12.5 Double Spoiler                     |
| 2010 | 12.8 Fairy Wars                         |
| 2011 | 13 Ten Desires                          |
| 2012 |                                         |
| 2013 | 13.5 Hopeless Masquerade*               |
| 2013 | 14 Double Dealing Character             |
| 2014 | 14.3 Impossible Spell Card              |
| 2015 | 14.5 Urban Legend in Limbo*             |
| 2015 | 15 Legacy of Lunatic Kingdom            |
| 2016 |                                         |
| 2017 | 15.5 Antinomy of Common Flowers*        |
| 2017 | 16 Hidden Star in Four Seasons          |
| 2018 | 16.5 Violet Detector                    |
| 2019 | 17 Wily Beast and Weakest Creature      |
| 2020 |                                         |
| 2021 | 17.5 Tóhó gójoku ibun                   |
| 2021 | 18 Unconnected Marketeers               |
| 2022 | 18.5 100th Black Market                 |
| 2023 | 19 Unfinished Dream of All Living Ghost |

ZUN začal svoje hry tvořit jako reklamu na svojí hudbu. První Touhou vytvořil pro japonský počítač z osmdesátých let PC-98 v roce 1996. Nebyla to úplná danmaku, ale spojení danmaku a bourání cihliček. Od druhého dílu vytváří převážně danmaku. Od šestého dílu už vytváří hry pro Windows.

### Pro PC-98
- 1 - Highly Responsive to Prayers (東方靈異伝 Tóhó Rei'iden)
- 2 - Story of Eastern Wonderland (東方封魔録 Tóhó Fúmaroku)
- 3 - Phantasmagoria of Dim. Dream (東方夢時空 Tóhó Jumedžikú)
- 4 - Lotus Land Story (東方幻想郷 Tóhó Gensókjó)
- 5 - Mystic Square (東方怪綺談 Tóhó Kaikidan)

### Pro Windows
- 6 - The Embodiment of Scarlet Devil (東方紅魔郷 Tóhó Kómakjó)
- 7 - Perfect Cherry Blossom (東方妖々夢 Tóhó Jójómu)
- 7,5 - Immaterial and Missing Power (東方萃夢想 Tóhó Suimusó) - „nedanmaku”; Hra je udělána jako souboj dvou postav.
- 8 - Imperishable Night (東方永夜抄 Tóhó Eijašó)
- 9 - Phantasmagoria of Flower View (東方花映塚 Tóhó Kaeizuka)
- 9,5 - Shoot the Bullet (東方文花帖 Tóhó Bunkačó) - princip spočívá v již zmíněném focení.
- 10 - Mountain of Faith (東方風神録 Tóhó Fúdžinroku)
- 10,5 - Scarlet Weather Rhapsody (東方緋想天 Tóhó Hisóten) - je to, stejně jako Touhou 7,5, bojová hra.
- 11 - Subterranean Animism (東方地霊殿 Tóhó Čireiden)
- 12 - Undefined Fantastic Object (東方星蓮船 Tóhó Seirensen)
- 12,3 - Unthinkable Natural Law (東方非想天則 Tóhó Hisótensoku) - bojová hra, samostatně jde o funkční rozšíření Touhou 10,5.
- 12,5 - Double Spoiler (ダブルスポイラー　～ 東方文花帖 Daburu Supoiraa ~ Tóhó Bunkačó) - stejně jako Touhou 9,5, jde o fotící hru.
- 12,8 - Fairy Wars (妖精大戦争　～ 東方三月精 Jósei Daisensó ~ Tóhó Sangecusei) - kombinace herního stylu PoFV, StB a běžného danmaku
- 13 - Ten desires (東方神霊廟 Tóhó Šinreibjó)
- 13,5 - Hopeless Masquerade (東方心綺楼 Tóhó Šinkiró) - bojová hra
- 14 - Double Dealing Character (東方輝針城 Tóhó Kišindžó)
- 14,3 - Impossible Spellcard (弾幕アマノジャク Danmaku Amanodžaku) - podobné fotícím hrám, ale je na výběr více pomocných předmětů se speciálními efekty (včetně fotoaparátu)
- 14,5 - Urban Legend in Limbo (東方深秘録 Tōhō fuka hiroku) - bojová hra
- 15 - Legacy of Lunatic Kingdom (東方紺珠伝 Tōhō kanshu Den)
- 16 - Hidden Star in Four Seasons (東方天空璋 Tōhō Tenkúšó)
- 17 - Wily Beast and Weakest Creature (東方鬼形獣 Tōhō Kikeijuu)
- 17,5 - Touhou Gouyoku Ibun (東方剛欲異聞, Tōhō Gōyoku Ibun)
- 18 - Unconnected Marketeers (東方虹龍洞 Tōhō Kouryuudou)
- 18,5 - 100th Black Market (バレットフィリア達の闇市場, Barettofiriatachi no Yamishijō)
- 19 - Unfinished Dream of All Living Ghost (東方獣王園 Tōhō Juuouen)

## Prostředí hry
Hry i ostatní oficiální práce se odehrávají v Gensokju, což je fiktivní část Japonska oddělená od roku 1884 od zbytku světa magickou bariérou, takže je téměř nemožné tam vstoupit. Má malou rozlohu, kromě několika malých pohoří, lesů a jezer je v Gensokyu pouze jedna lidská vesnice. Lidé jsou proti japonským nadpřirozeným bytostem ve výrazné menšině. Nadpřirozené bytosti mají vesnice v lesích, na horách, v podzemí, v nebi, na Měsíci nebo v připojených jiných světech, jako je například svět démonů, svět duchů nebo různé snové světy. Obyvatelé těchto světů se liší i technologickým vývojem. Civilizace Měsíčňanů, která obývá náš Měsíc, má o mnoho vyspělejší technologie než naše současné lidské. Tak tomu mělo být už v 9. století n. l.

## Touhou postavy
Ve všech oficiálních pracích Touhou se objevují stejné postavy. Liší se však kvantitou nebo důležitostí podle toho, jaký příběh dané Touhou obklopuje.
Téměř ve všech Touhou se vyskytují a jsou hratelné dvě hlavní postavy - Reimu Hakurei a Marisa Kirisame.
Reimu Hakurei je kněžka svatyně Hakurei na východě Gensokya. Má přírodní nadání a magické schopnosti. Její hlavní schopností je létání. Má trochu línou povahu, ale dobrou intuici a snáší se s každým. Přátelí se s Marisou. V Touhou se vyskytuje už od začátku a je tou nejznámější postavou.
Marisa Kirisame je lidská čarodějka a její hlavní schopností je pokročilá magie. Většinu času tráví výzkumem magie a bydlí v domě v Magickém lese. Povahou je někdy sobecká, ale těžce pracující. V Touhou se vyskytuje od 2. dílu, avšak hratelná byla teprve až od třetího.
V Touhou se vyskytuje ještě mnoho dalších postav. Téměř všechny, až na výjimku deseti ze sto dvaceti, tvoří ženy. Je zde i pár dalších mužů, ale oficiálně nejsou přijati.

## Oblíbenost a rozšíření Touhou
V dnešní době jsou ZUNovy hry velmi oblíbené a svou kvalitou se často propagují navzájem. Především na japonském internetu jsou velmi známé, každoroční shromáždění Touhou fanoušků je největším shromážděním fanoušků jediné hry na světě a druhou největší událostí v Japonsku, přičemž každým rokem roste. Dále také existují stovky fanouškovských předělávek úplně jiných her na verze s postavami z Touhou. ZUNova hudba je také velmi oblíbená. Přes tisíc fanouškovských skupin už vytvořilo více než sedmnáct set alb remixů ZUNových skladeb a mnoho dalších fanoušků vytvořilo remixy, které nejsou součástí žádného alba.